# Большой Покур
Большой Покур — река в России, протекает по Ханты-Мансийскому АО. Устье реки находится в 29 км по левому берегу Кондрашкиной протоки реки Обь. Длина реки составляет 168 км, площадь водосборного бассейна 1600 км². Высота устья — 80,4 м над уровнем моря.

## Притоки
- Алешкина (пр)
- 41 км: Никулкина (пр)
- 53 км: Лобановский Живец (лв)
- 54 км: Малый Покур (пр)
- Заячья (пр)
- 116 км: Васыгигль (лв)
- 124 км: Ванденигль (лв)
- Ай-Ванденигль (лв)
- Якутгаигль (лв)
- Нанкигль (пр)

## Данные водного реестра
По данным государственного водного реестра России относится к Верхнеобскому бассейновому округу, водохозяйственный участок реки — Обь от впадения реки Вах до города Нефтеюганск, речной подбассейн реки — Обь ниже Ваха до впадения Иртыша. Речной бассейн реки — (Верхняя) Обь до впадения Иртыша.